# Guides to Growing Up
Guides to Growing Up – album studyjny amerykańskiego pianisty jazzowego Horace’a Silvera, wydany z numerem katalogowym SPR 101 w 1981 roku przez Silveto Records.

## Lista utworów
Opracowano na podstawie materiału źródłowego.
Strona A
| Nr | Tytuł utworu                 | Muzyka        | Długość |
| -- | ---------------------------- | ------------- | ------- |
| 1. | „Accepting Responsibility”   | Horace Silver | 5:22    |
| 2. | „Reaching Our Goals in Life” | Silver        | 6:57    |
| 3. | „Learning to Be Unselfish”   | Silver        | 3:54    |
| 4. | „Helping Others”             | Silver        | 4:35    |
|    |                              |               | 20:48   |

Strona B
| Nr | Tytuł utworu                    | Muzyka | Długość |
| -- | ------------------------------- | ------ | ------- |
| 1. | „Finding Good Rules to Live By” | Silver | 8:51    |
| 2. | „Honesty and Self Control”      | Silver | 3:40    |
| 3. | „Managing Your Money”           | Silver | 4:31    |
| 4. | „The Things That Really Matter” | Silver | 4:14    |
|    |                                 |        | 21:16   |

## Twórcy
Opracowano na podstawie materiału źródłowego.
Muzycy:
- Horace Silver – fortepian
- Eddie Harris – saksofon tenorowy
- Joe Diorio – gitara
- Bob Magnusson – gitara basowa
- Ron McCurdy – perkusja
- Bill Cosby – recytacja
- Feather (Weaver Copeland, Mahmu Pearl) – śpiew

Produkcja:
- Horace Silver – produkcja muzyczna
- Jim Mooney – inżynieria dźwięku